# 维讷伊-圣菲尔曼
维讷伊-圣菲尔曼（法語：Vineuil-Saint-Firmin，法語發音：[vinœj sɛ̃ fiʁmɛ̃]）是法国瓦兹省的一个市镇，位于该省南部，属于桑利斯区。该市镇于1790-1794年间由维讷伊（Vineuil）和圣菲尔曼（Saint-Firmin）合并而成。

## 地理
维讷伊-圣菲尔曼（49°12'0"N, 2°29'32"E）面积7.78 平方千米，位于法国上法蘭西大區瓦兹省，该省份为法国北部内陆省份，北起索姆省，西接厄尔省和滨海塞纳省，南至塞纳-马恩省和瓦兹河谷省，东临埃纳省。
与维讷伊-圣菲尔曼接壤的市镇（或旧市镇、城区）包括：阿普勒蒙、阿维利圣莱奥纳尔、尚蒂伊、库尔特伊、圣马克西曼。

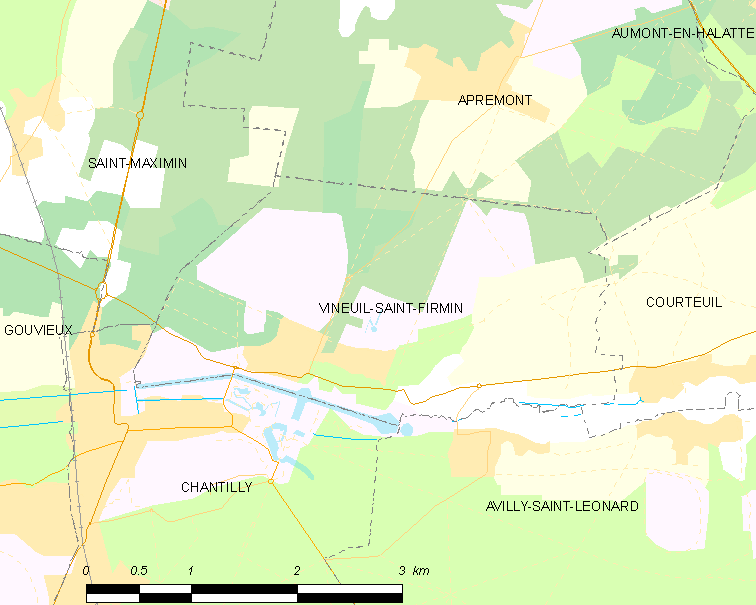
维讷伊-圣菲尔曼的OSM定位图

维讷伊-圣菲尔曼的时区为UTC+01:00、UTC+02:00（夏令时）。

## 行政
维讷伊-圣菲尔曼的邮政编码为60500，INSEE市镇编码为60695。

## 政治
维讷伊-圣菲尔曼所属的省级选区为桑利斯县。

## 人口

1962-2008年间维讷伊-圣菲尔曼人口变化图示

维讷伊-圣菲尔曼于2022年1月1日时的人口数量为1399人。